# مات جاي
مات جاي (بالإنجليزية: Matt Jay) (27 فبراير 1996 في المملكة المتحدة - ) هو لاعب كرة قدم بريطاني في مركز الهجوم. لعب مع هايز وييدينغ يونايتد ‏ وWeston-super-Mare A.F.C. ‏ وTruro City F.C. ‏ ونادي إكزتر سيتي.

## وصلات خارجية
- مات جاي على موقع قاعدة بيانات كرة القدم.إي يو (الإنجليزية)
- مات جاي على موقع Soccerbase.com (لاعب) (الإنجليزية)
- مات جاي على موقع Soccerway.com (الإنجليزية)